# Alfabet wilamowski
Alfabet wilamowski – zmodyfikowany alfabet łaciński służący do zapisywania języka wilamowskiego (wymysiöeryś). Alfabet ten składa się z 34 znaków:
A, Ȧ, AO, B, C, Ć, D, E, F, G, H, I, J, K, Ł, L, M, N, Ń, O, Ö, P, Q, R, S, Ś, T, U, Ü, V, W, Y, Z, Ź, Ż.
w tym jednego dwuznaku:
AO